# Charles Casali
Charles Casali (Berna, 27 de abril de 1923 - ibídem, 8 de enero de 2014) fue un futbolista suizo que jugaba en la demarcación de centrocampista.

## Biografía
Charles Casali debutó como futbolista en 1950 a los 27 años de edad con el BSC Young Boys tras jugar en las categorías inferiores del FC St. Gallen. Con el club ganó la Copa de Suiza en 1953. Ya en 1955 tras cinco años en el equipo, fichó por el Servette FC Genève, donde jugó los dos años siguientes. Además jugó para el FC Bern 1894 y para el US Biel-Bözingen, club en el que se retiró como futbolista en 1959 a los 36 años de edad.
Casali falleció el 8 de enero de 2014 en Berna a los 90 años de edad.

## Selección nacional
Casali jugó un total de 19 partidos con la selección de fútbol de Suiza, en los que llegó oa marcar un gol. Además formó parte del equipo que jugó en la Copa Mundial de Fútbol de 1954, llegando a cuartos de final. Además fue partícipe del Austria 7 - Suiza 5, partido con más goles en una Copa Mundial de Fútbol.

## Clubes
| Club               | País  | Año         |
| ------------------ | ----- | ----------- |
| BSC Young Boys     | Suiza | 1950 - 1955 |
| Servette FC Genève | Suiza | 1955 - 1957 |
| FC Bern 1894       | Suiza | 1957 - 1958 |
| US Biel-Bözingen   | Suiza | 1958 - 1959 |

## Palmarés

### Campeonatos nacionales
| Título        | Club           | País  | Año  |
| ------------- | -------------- | ----- | ---- |
| Copa de Suiza | BSC Young Boys | Suiza | 1953 |